# Amore al rialzo
Amore al rialzo (The Better Way) è un film muto del 1926 diretto da Ralph Ince.

## Trama
Betty Boyd, una scialba stenografa, è innamorata del suo capo, Franklyn Collins, un agente di borsa che, invece, non la guarda nemmeno. Nonostante ciò, la ragazza respinge Billie Woods, un giovane contabile che le fa la corte. Usando alcune informazioni sentite al lavoro, Betty investe in borsa, guadagnando una piccola fortuna che lei investe in cure di bellezza per migliorare il proprio aspetto. Riesce, così, finalmente, ad attirare l'attenzione di Collins e, nello stesso tempo, a suscitare la gelosia di Billie. Il giovane, speculando in borsa, cerca di farle perdere i suoi soldi, ma senza riuscirci. Anzi, tutti e due diventano molto ricchi. Betty, che si è recata da Collins, viene aggredita dall'uomo che non si accontenta di un amore platonico. Per fortuna, la ragazza viene salvata da Billie, che l'ha seguita fin lì e che adesso riesce a farle capire la profondità del suo sentimento.

## Produzione
Il film fu prodotto dalla Columbia Pictures Corporation.

## Distribuzione
Il copyright del film, richiesto dalla Columbia Pictures Corp., fu registrato il 27 dicembre 1926 con il numero LP23467. 
Distribuito dalla Columbia Pictures, il film uscì nelle sale cinematografiche USA il 5 dicembre 1926. La Film Booking Offices (FBO) lo distribuì nel Regno Unito il 23 maggio 1927.